# Serial Attached SCSI

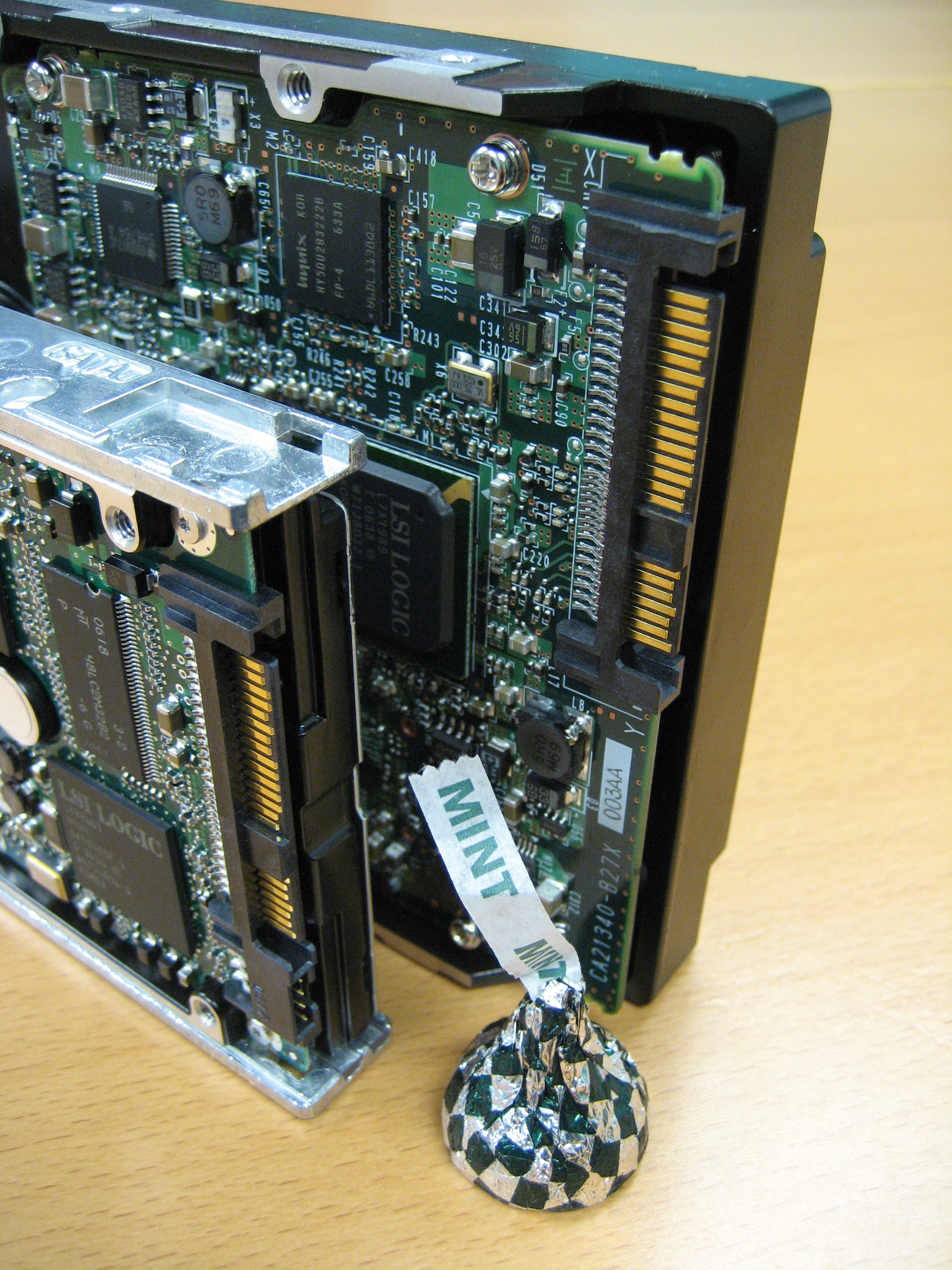
Жорсткий диск з інтерфейсом SAS: зліва жорсткий диск типорозміру 2,5 дюйми, справа — типорозміру 3,5 дюйми

Serial Attached SCSI (SAS) — комп'ютерний інтерфейс, розроблений для обміну даними з такими пристроями, як жорсткі диски, накопичувачі на оптичному диску і т. д. SAS використовує послідовний інтерфейс для роботи з безпосередньо підключеними накопичувачами (англ. Direct Attached Storage (DAS) devices). SAS розроблений для заміни паралельного інтерфейсу SCSI і дозволяє досягти більш високої пропускної здатності, ніж SCSI; в той же час SAS сумісний з інтерфейсом SATA. Хоча SAS використовує послідовний інтерфейс на відміну від паралельного інтерфейсу, використовуваного традиційним SCSI, для управління SAS-пристроями, як і раніше використовуються команди SCSI. Протокол SAS розроблений і підтримується комітетом T10. Поточну робочу версію специфікації SAS можна завантажити з його сайту. SAS підтримує передачу інформації зі швидкістю до 3 Гбіт/с; очікується, що до 2010 року швидкість передачі досягне 10 Гбіт/с. Завдяки зменшеному роз'єму SAS забезпечує повне двохпортової підключення як для 3,5-дюймових, так і для 2,5-дюймових дискових накопичувачів (раніше ця функція була доступна тільки для 3,5-дюймових дискових накопичувачів з інтерфейсом Fibre Channel).

## Вступ
Типова система з інтерфейсом SAS складається з наступних компонентів:

Ініціатори (англ. Initiators)
Ініціатор — пристрій, який породжує запити на обслуговування для цільових пристроїв і отримує підтвердження у міру виконання запитів. Найчастіше ініціатор виконується у вигляді НВІС.
Цільові пристрої (англ. Targets)
Цільовий пристрій містить логічні блоки і цільові порти, які здійснюють прийом запитів на обслуговування, виконування їх. Після того, як закінчена обробка запиту, ініціаторові запиту надсилається підтвердження виконання запиту. Цільовий пристрій може бути як окремим жорстким диском, так і цілим дисковим масивом.
Підсистема доставки даних (англ. Service Delivery Subsystem)
Є частиною системи введення-виведення, яка здійснює передачу даних між ініціаторами та цільовими пристроями. Зазвичай підсистема доставки даних складається з кабелів, які з'єднують ініціатор і цільовий пристрій. Додатково, крім кабелів до складу підсистеми доставки даних можуть входити розширювачі SAS.
Розширювачі (англ. Expanders)
Розширювачі SAS — пристрої, що входять до складу підсистеми доставки даних і дозволяють полегшити передачі даних між пристроями SAS; наприклад, розширювач дозволяє підключити кілька цільових пристроїв SAS до одного порту ініціатора. Підключення через розширювач є абсолютно прозорим для цільових пристроїв.
Специфікації на SAS регламентують фізичний, канальний і логічний рівні інтерфейсу.

## Порівняння SAS і паралельного SCSI
- SAS використовує послідовний протокол передачі даних між кількома пристроями, і, таким чином, використовує меншу кількість сигнальних ліній.
- Інтерфейс SCSI використовує загальну шину. Таким чином, усі пристрої є підключеними до однієї шині, і з контролером одночасно може працювати тільки один пристрій. Інтерфейс SAS використовує з'єднання точка-точка — кожен пристрій з'єднаний із контролером виділеним каналом.
- На відміну від SCSI, SAS не потребує термінування шини користувачем.
- У SCSI є проблема, пов'язана з тим, що час поширення сигналу по різних лініях, які складають паралельний інтерфейс, може відрізнятись. Інтерфейс SAS позбавлений цього недоліку.
- SAS підтримує велику кількість пристроїв (>16384), у той час як інтерфейс SCSI підтримує 8, 16, або 32 пристрої на шині.
- SAS забезпечує вищу пропускну здатність (1,5, 3,0 або 6,0 Гбіт/с). Така пропускна здатність може бути забезпечена на кожному з'єднанні ініціатор-цільовий пристрій, у той час як на шині SCSI пропускна здатність шини розділена між усіма підключеними до неї пристроями.
- SAS підтримує підключення пристроїв з інтерфейсом SATA.
- SAS, як і паралельний SCSI, використовує команди SCSI для управління та обміну даними з цільовими пристроями.

## Порівняння SAS і SATA
- SATA -пристрої ідентифікуються номером порту контролера інтерфейсу SATA , в той час як пристрої SAS ідентифікуються їх WWN-ідентифікаторами (WWN — англ. World Wide Name). Для підключення SATA-пристрої до домену SAS використовується спеціальний протокол STP (англ. Serial ATA Tunneled Protocol), який описує узгодження ідентифікаторів SAS і SATA.
- Пристрої SATA 1 і SAS підтримують теговані черги команд TCQ (англ. Tagged Command Queuing). У той же час, пристрої SATA версії 2 підтримують як TCQ , так і NCQ (англ. Native Command Queuing).
- SATA використовує набір команд ATA , який дозволяє працювати з жорсткими дисками, в той час як SAS підтримує більш широкий набір пристроїв, в тому числі тверді диски, сканери, принтери та ін. (Накопичувачі на оптичному диску, які підключаються через SATA, насправді є цільовими пристроями SCSI, для доставки SCSI команд до яких використовується SATA);
- Апаратура SAS підтримує зв'язок ініціатора з цільовими пристроями з кількох окремих ліній: залежно від реалізації можна підвищити відмовостійкість системи та / або збільшити швидкість передачі даних. Інтерфейс SATA версії 1 такої можливості не має. У той же час, інтерфейс SATA версії 2 використовує дублікатори портів для підвищення відмовостійкості.
- Перевага SATA — в низькому енергоспоживанні й невисокій вартості обладнання, а інтерфейсу SAS — у вищій надійності.

## Роз'єми
Як правило, роз'єми SAS значно менші за роз'єми традиційного інтерфейсу SCSI, що дозволяє використовувати термінал SAS для підключення компактних накопичувачів розміром 2,5 дюйма.

Існує кілька варіантів роз'ємів SAS:
- SFF 8482 — варіант, механічно сумісний із роз'ємом інтерфейсу SATA. За рахунок цього можливо підключати пристрої SATA до контролерів SAS. Підключити ж SAS-пристрій до інтерфейсу SATA не вдасться, цьому перешкоджає відсутність посередині роз'єму спеціального вирізу-ключа (див. зображення роз'єму в таблиці нижче);
- SFF 8484 — внутрішній роз'єм із щільною упаковкою контактів; дозволяє підключити до 4 пристроїв;
- SFF 8470 — роз'єм із щільною упаковкою контактів для підключення зовнішніх пристроїв (роз'єм такого типу застосовується в інтерфейсі Infiniband, і, крім того, може використовуватись для підключення внутрішніх пристроїв); дозволяє підключити до 4 пристроїв;
- SFF 8087 — зменшений роз'єм Molex iPASS, містить роз'єм для підключення до 4 внутрішніх пристроїв; підтримує швидкість 10 Гбіт/с;
- SFF 8088 — зменшений роз'єм Molex iPASS, містить роз'єм для підключення до 4 зовнішніх пристроїв; підтримує швидкість 10 Гбіт/с.

| Зображення | Кодова назва | Також відомий як       | Зовн. / внутр. | К-у ліній | К-сть пристрої в | Коментар |
| ---------- | ------------ | ---------------------- | -------------- | --------- | ---------------- | --- |
|            | SFF 8482     | SAS роз'єм             | Внутрішній     | Приклад   | 1                | Форм-фактор, сумісний з SATA-пристроями: дозволяє SATA-пристроїв з'єднуватися з SAS-контролером або планкою SAS-роз'ємів, що усуває необхідність у додатковому SATA контролері для підключення SATA-пристроїв типу DVD-рекордерів. Проте жорсткі диски з інтерфейсом SAS не можуть підключатися до шини SATA, тому що їх фізичний роз'єм має «ключ», що не дозволяє підключення до шини SATA. Зображений на малюнку роз'єм є роз'ємом «дискової» сторони інтерфейсу. |
|            | SFF 8484     |                        | Внутрішній     | 32 (19)   | 4 (2)            | Роз'єм з високою щільністю контактів; в стандарті SFF визначені роз'єми для підключення 2 або 4 пристроїв. |
|            | SFF 8485     |                        |                |           |                  | Визначає SGPIO (розширення стандарту SFF 8484) — послідовне з'єднання, зазвичай використовується для підключення світлодіодних індикаторів. |
|            | SFF 8470     | Роз'єм типу Infiniband | Зовнішній      | 32        | 4                | Зовнішній роз'єм з високою щільністю контактів (також може використовуватися як внутрішній роз'єм). |
|            | SFF 8087     | Внутрішній міні-SAS    | Внутрішній     |           | 4                | Внутрішній роз'єм типу Molex iPASS зменшеної ширини з підключенням до 4-х пристроїв, в майбутньому планується підтримка швидкостей до 10 Гбіт/с. |
|            | SFF 8088     | Зовнішній міні-SAS     | Зовнішній      | 32        | 4                | Зовнішній роз'єм типу Molex iPASS зменшеної ширини з підключенням до 4-х пристроїв, в майбутньому планується підтримка швидкостей до 10 Гбіт/c. |